# The Electric Man
The Electric Man es una película estadounidense del género ciencia ficción de 2022, dirigida y escrita por B. Luciano Barsuglia, que también se encargó de la fotografía, musicalizada por Robert Aquato y los protagonistas son Jed Rowen, Rachel Riley, Eric Roberts y Tom Sizemore, entre otros. Este largometraje fue producido por Koa Aloha Media y se estrenó el 11 de febrero de 2022.

## Sinopsis
Trace McNeil recibe una descarga de 12 000 voltios, esto hace que su vida se transforme en una mezcla psicodélica de realidad y fantasía.